# Christian Bachmann (Politiker)
Christian Bachmann (* 3. Juli 1953; heimatberechtigt in Elgg) ist ein Schweizer Politiker (SP).

## Leben
Christian Bachmann besuchte die Volksschule und das Gymnasium in Langenthal. Das anschliessende Studium in den Fächern Geschichte und Sport an der Universität Bern schloss er mit dem höheren Lehramt ab. Von 1980 bis 1992 unterrichtete er Geschichte und Sport am Deutschen Gymnasium in Biel und von 1993 bis 1997 an der Schweizer Schule in Barcelona. Von 1998 bis zu seiner Pensionierung 2016 unterrichtete er am Seminar Biel, später am Gymnasium Linde und schliesslich am Gymnasium Biel-Seeland. Christian Bachmann wohnt in Nidau. Er ist verheiratet und Vater von zwei Kindern.

## Politik
Bachmann wurde 1998 in den Stadtrat (Legislative) von Nidau gewählt. 2002 folgte die Wahl in den Gemeinderat (Exekutive), wo er bis 2010 das Ressort Soziale Dienste und von 2010 bis 2017 das Ressort Finanzen führte. Von 2014 bis 2017 war Bachmann zudem Vize-Stadtpräsident von Nidau.
2013 wurde Bachmann in den Grossen Rat des Kantons Bern gewählt, dem er bis 2021 angehörte. Er war von 2014 bis 2021 Mitglied der Kommission für Staatspolitik und Aussenbeziehungen und von 2017 bis 2021 Mitglied der Redaktionskommission. Christian Bachmann ist Vorstandsmitglied der SP Nidau und Vizepräsident der Sektion Mittelland des Vereins Casafair.